# Slobodan Subotić
Slobodan Subotić, né le 15 août 1956, à Herceg Novi, en République socialiste du Monténégro, est un joueur et entraîneur slovène de basket-ball. Il évolue durant sa carrière au poste d'ailier.

## Palmarès

### Joueur
- Championnat de Grèce
  - Vainqueur : 1987, 1988, 1989, 1990, 1991
- Coupe de Grèce
  - Vainqueur : 1987, 1988, 1989, 1990, 1992

### Entraîneur
- Championnat de Grèce
  - Vainqueur : 1998, 1999
- Coupe de Grèce
  - Vainqueur : 2002
- Championnat du Liban
  - Vainqueur : 2014, 2015, 2016
- Coupe Korać
  - Vainqueur : 1997